# Adam Zavacký
Adam Zavacký (ur. 27 czerwca 1988 w Liptowskim Mikułaszu) – słowacki lekkoatleta specjalizujący się w biegach sprinterskich.
W 2013 startował na halowych mistrzostwach Europy w Göteborgu, docierając do półfinału biegu na 60 metrów. Złoty medalista mistrzostw Słowacji.
Uprawia także bobsleje.

## Osiągnięcia
| Rok  | Impreza                   | Konkurencja | Miejsce            | Lokata     | Wynik |
| ---- | ------------------------- | ----------- | ------------------ | ---------- | ----- |
| 2013 | Halowe mistrzostwa Europy | Göteborg    | bieg na 60 metrów  | półfinał   | 6,75  |
| 2013 | Mistrzostwa świata        | Moskwa      | bieg na 100 metrów | eliminacje | 10,46 |
| 2014 | Halowe mistrzostwa świata | Sopot       | bieg na 60 metrów  | eliminacje | 6,71  |

## Rekordy życiowe
- Bieg na 60 metrów (hala) – 6,67 (2014)
- Bieg na 100 metrów – 10,21 (2013) były rekord Słowacji.
- Bieg na 200 metrów – 21,44 (2012)